# Hans Uwe Schuster
Hans-Uwe Schuster (* 20. Februar 1930 in Rendsburg; † 28. Oktober 1994 in Erftstadt) war ein deutscher Chemiker und Hochschullehrer.

## Karriere
Schuster wurde 1959 oder 1960 an der Universität Kiel bei Robert Juza mit einer Arbeit „Das System Calciumcarbid-Calciumoxyd“ promoviert und habilitierte sich dort 1967 über „Ternäre Lithiumverbindungen mit den Elementen der vierten Hauptgruppe“.
Schuster wurde 1971 als einer der Direktoren des Instituts für Anorganische Chemie der Universität Köln berufen. Sein Arbeitsgebiet war die Festkörperchemie.